# Guillermo de Torre
Pour les articles homonymes, voir Torre.
Guillermo de Torre, né à Madrid le 27 août 1900 et mort à Buenos Aires le 14 janvier 1971, est un essayiste, poète et critique dada, membre de la Génération de 27, et l'un des fondateurs de l'ultraïsme.

## Biographie
En 1919, Guillermo de Torre commence une correspondance avec Tristan Tzara. « Tout Madrid devient dadaïste » lui écrit-il. Promoteur dévoué du mouvement Dada en Espagne, il rédige articles et manifestes, traduit en espagnol les dadaïstes étrangers, et se fait rapidement connaître des milieux d'avant-garde espagnols. 
Il est notamment l'auteur du Manifiesto ultraista: Vertical, publié en novembre 1920 avec la revue d'avant-garde espagnole Grecia et d'une étude sur les littératures d'avant-garde européennes.
Il épousa la peintre argentine Norah Borges, sœur de l’écrivain Jorge Luis Borges.